# 赫尔松市镇
赫尔松市级市镇（羅馬化：Khersonska miska hromada），是乌克兰赫尔松州赫尔松区的一个市镇，行政中心为赫尔松。市镇面积为452.6平方公里，人口数量为322,557人（2020年）。

## 聚居点
该市镇包括一个城市（赫尔松）、4个市级镇、4个村庄和7个乡村居民点。部分聚居点如下：
- 市级镇：安东尼夫卡、澤萊尼夫卡、卡梅沙內、納第聶伯良斯凱
- 村庄：薩多韋
- 乡村居民点：普里第聶伯羅夫斯凱